# Стака Бокоњић
Стака Бокоњић рођена Чубриловић (Градишка, 27. октобар 1885 — Сарајево, 10. октобар 1954) била је лекарка, дерматовенеролог.

## Биографија
Рођена је у Градишци 27. октобра 1885. године, од мајке Савке, рођене Лазаревић и оца Јове. Мајка је била Крајишкиња, један брат јој је био директор банке, а други свештеник. Била је писмена, што је представљало праву реткост међу њеним вршњакињама. Отац је био пореклом из Крупе на Врбасу, одакле потичу многи Чубриловићи. Отац се бавио трговином, учествовао је у Устанку 1875–1878 и био добровољац у Српско-турском рату 1876.
У породици је било десеторо деце, који су се рађали према следећем редоследу: Јованка, Чедо, Здравко, Стака, Вељко, Лепа, Вида, Милорад, Бранко и Васо. Троје прворођених су рано умрли.
Како је отац рано умро (1898), а десетак година касније умрла је и мајка, бригу о деци је водио очев ујак Васо Видовић, који је важио за угледног трговца у Градишци. Бригу о млађој деци су касније преузели Вељко и Стака и Вида.
Основну школу је завршила у Градишци, с одличним успехом, из свих предмета. Гимназију је започела у Првој, а завршила 1905. у Трећој београској гимназији. На Карловом универзитету у Прагу је 1911. завршила студије медицине, као стипендисткиња Српског просвјетног и културног друштва „Просвјете“. Након студија је стажирала у Државној болници у Сарајеву.
По почетку Првог балканског рата 1912, с дозволом аустроугарских власти је радила добровољно у Резервној војној болници у Крагујевцу.
Болница је била врло сређена. Међу рањеницима је била веома омиљена. Они су тврдили да „лечи речима и погледом, више него други хигијеном и лековима“. У болници је било доста колега не много старијих од ње. Посебно се зближила са гинекологом Јовом Бокоњићем.
Након Сарајевског атентата 28. јуна 1914, њена браћа су осуђена због велеиздаје, Васо, као учесник у атентату, на 16 година најстрожег затвора Вељко, због помагања да се оружје пренесе из Прибоја, Тузлу, на истом суђењу на смрт вешањем, а Бранко у Бањалучком процесу на 14 тешке тамнице.
Аустријска полиција је тајно отворила и прочитала једно њено писмо, послато брату Бранку у Бањалуку, у коме је, извештавајући га о Вељковој смрти, навела како им је брат „био јунак и да је мирно умро”. Окружни суд у Сарајеву јој је 26. јуна 1915. године, због величања злочинства, изрекао 15 дана затвора без права приговора. Сматрајући то недовољним, Врховни суд је 1. октобра 1915. ту казну повисио на шест недеља, без признавања олакшица за политичке кривце, мада су као узроци њеног негативног политичког става, наведени њен рад као председнице антиакохоличарског друштва „Побратимство”, те као потпомажућег члана „Српског Сокола”
У Првом светском рату је радила у болници Милосрдних сестара у Загребу, одакле је помагала српским борцима. Након рата, се вратила у Крагујевац, где се удала за Јову Бокоњића и са њим је имала синове, који су такође постали лекари: Ненад, неуропсихијатар и Рајко, интерниста.
Специјализовала се за дерматовенерологију код професора Драгутина Машека у Загребу, а затим се вратила у Сарајево, где је све до пензије 1948. радила на Дерматовенеролошкој клиници у оквиру Државне болнице.
Сарађивала је у „Лијечничком вјеснику” и била редовна чланица Збора лијечника Хрватске, Савоније и Међумурја у Загребу (иступила 1923), који је издавао тај лист. Била је активна у Колу српских сестара, Друштву лекара за Босну и Херцеговину, Материнском удружењу, Црвеном крсту. Била је почасни члан Француског клуба у Сарајеву.
Добитник је Ордена Светог Саве IV реда.
Сахрањена је у Сарајеву.